# 海录
《海录》是中国清代的一部地理著作，由谢清高口述，杨炳南笔录。于1820年刻印发行。书中介绍了全世界九十五个国家，是研究18世纪后期中西交通史和东南亚华侨史的重要资料。林则徐在广东禁烟期间，曾读到此书，称赞此书“所载外国事颇为精审”。魏源的《海国图志》、徐继畬的《瀛环志略》，都引用了本书资料。
原书不分卷，后来冯承钧加以注释，分为三卷。